# جین ریموور
جین ریموور (به انگلیسی: Jane Remover) (زاده ۲۶ سپتامبر ۲۰۰۳) موسیقی‌دان آمریکایی است.
او یک زن ترنس است.